# Konstantin (Manujlov)
Konstantin (světským jménem: Konstantin Konstantinovič Manujlov; * 29. června 1968, Kamyšin) je ruský duchovní Ruské pravoslavné a biskup bratský a usť-ilimský.

## Život
Narodil se 29. června 1968 v Kamyšinu.
Roku 1985 dokončil střední školu č. 17 a začal pracovat jako mechanik v továrně na bavlnu. Následující rok nastoupil na Irkutský zemědělský institut.
V letech 1987–1989 sloužil v řadách Sovětské armády v Chabarovsku.
Roku 1993 dokončil studium a získal titul z oboru biolog zvěře.
V letech 1993–2004 se zabýval obchodní činností.
Roku 2002 se stal zástupcem vedoucího dětského tábora "Rodnički". Od 1. října 2004 sloužil jako ponomar v chrámu Svaté Trojice v Irkutsku.
V letech 2007–2010 studoval religionistiku na Irkutské státní univerzitě.
Dne 4. listopadu 2008 jej arcibiskup irkutský a angarský Vadim (Lazebnyj) rukopoložil na diákona a 16. listopadu na jereje. Stal se duchovním Spasského chrámu v Irkutsku.
Dne 16. listopadu 2008 se stal duchovním pravoslavného ženského gymnázia a další rok učitelem Zákona Božího.
Od září 2010 do června 2013 přednášel na Irkutské státní univerzitě křesťanské bohosloví.
Dne 9. září 2011 byl jmenován představeným chrámu Zesnutí přesvaté Bohorodice v Irkutsku.
Od prosince 2011 byl vedoucím dětského tábora "Rodnički".
V letech 2012–2017 studoval na Chabarovském duchovním semináři.
Dne 22. března 2014 byl metropolitou Vadimem postřižen na monacha se jménem Konstantin na počest svatého císaře Konstantina I. Velikého.
Dne 28. listopadu 2016 se stal vedoucím komise tělovýchovy a sportu irkutské eparchie.
Dne 13. října 2022 jej Svatý synod zvolil biskupem bratským a usť-ilimským. Dne 16. října byl povýšen na archimandritu.
Dne 10. listopadu 2022 byl oficiálně jmenován biskupem a 19. prosince proběhla v chrámu svatého Mikuláše v Tušině v Moskvě jeho biskupská chirotonie. Světiteli byli patriarcha moskevský Kirill, metropolita voskresenský Dionisij (Porubaj), metropolita rjazaňský a michajlovský Mark (Golovkov), metropolita irkutský a angarský Maxmilian (Kljujev), biskup pokrovský a novouzenský Pachomij (Bruskov), biskup sajanský a nižněudinský Alexij (Muljar) a biskup naro-fominský Paramon (Holubka).